# Burg Pecka

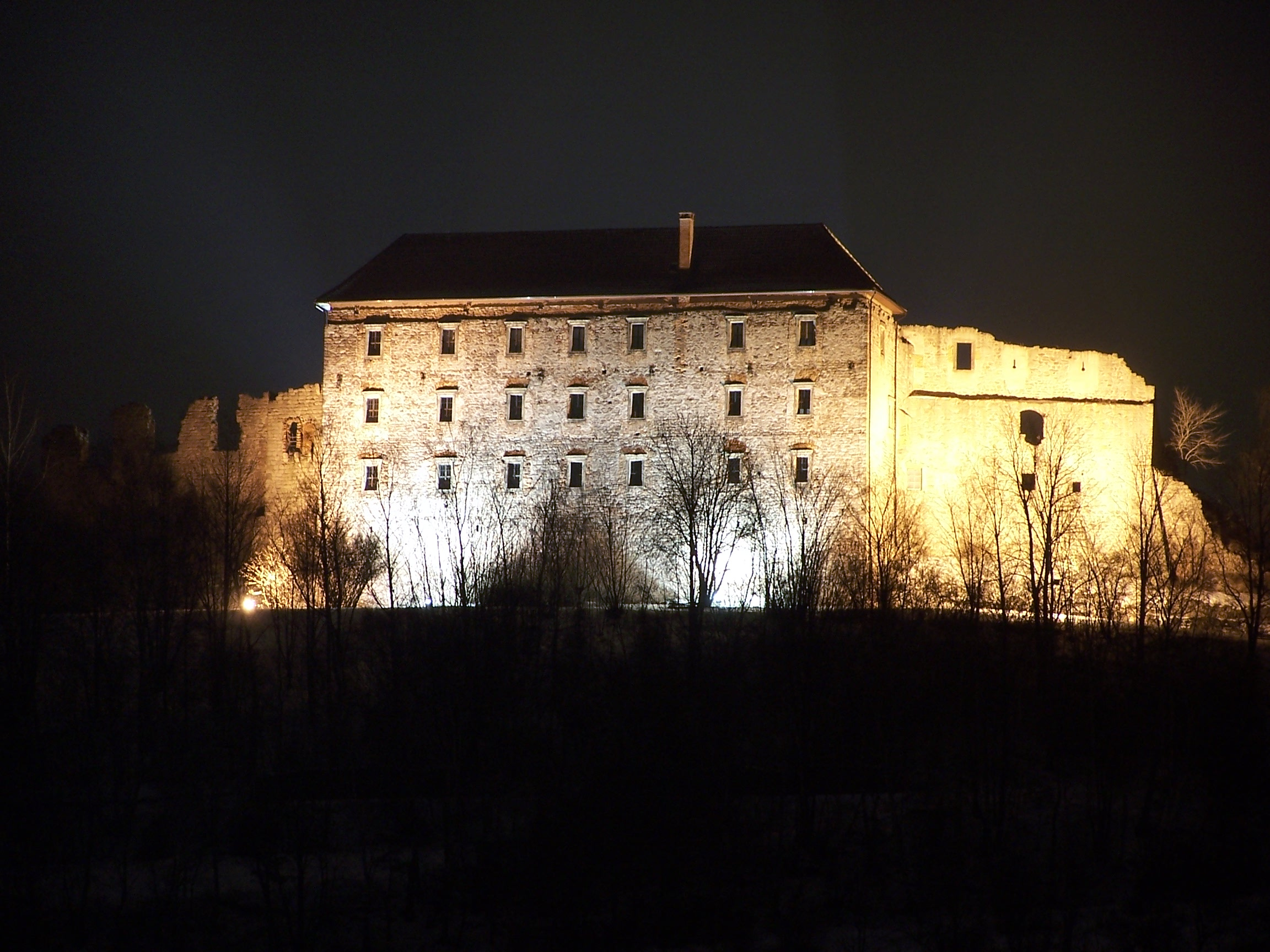
Pecka bei Nacht

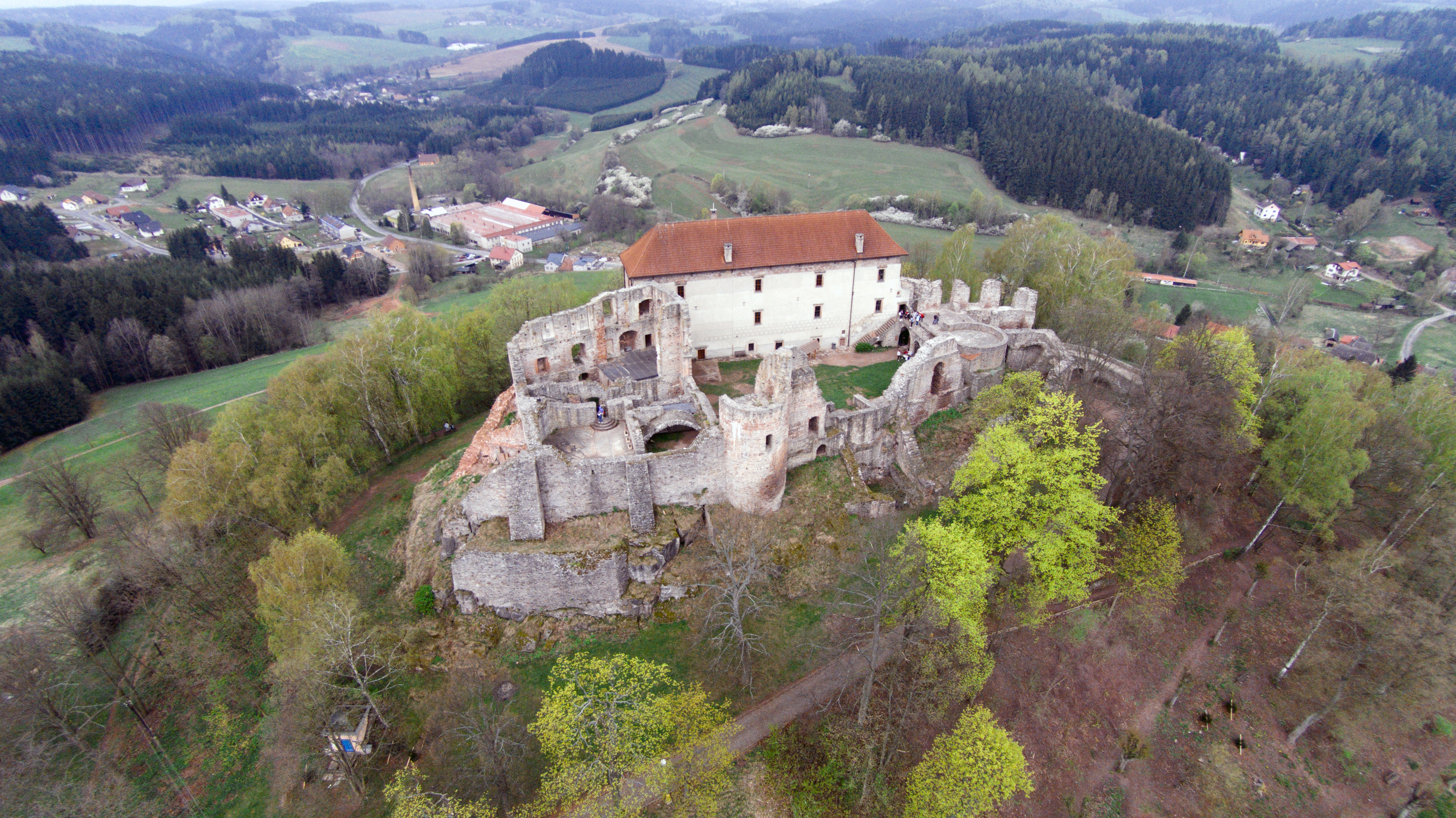
Luftbild

Die Burg Pecka liegt in Pecka im Okres Jičín in Tschechien.

## Geschichte
Die gotische Burg aus dem 14. Jahrhundert wurde vermutlich vom Geschlecht der Herren von Železnice, deren Linie sich nachfolgend von Pecka nannte, erbaut. Als erster Besitzer der Burg ist 1322 Budivoj von Pecka erwähnt. 1365 folgten die Brüder Hereš, Mutina und Jan von Pecka. Jarek von Železnice und Pecka, der die Herrschaft seit 1417 besaß, konnte bis 1432 auf seinem Gebiet die katholische Konfession aufrechterhalten. Im August 1432 begann die Belagerung der Burg durch die Waisen, die bis Februar 1433 anhielt. Nach einem ausgehandelten Waffenstillstand konnte Jarek von Pecka seine Güter behalten, musste sich jedoch den Waisen anschließen und den Utraquismus in seiner Herrschaft zulassen.
1475 kauften die Herren Horšický z Horšic die Burg, die die ursprüngliche im Süden sich befindliche Burg umbauten. Im 16. Jahrhundert fanden weitere Umbauten im Stil der Renaissance statt. 1603 erwarb Christoph Harant von Polschitz und Weseritz die Herrschaft Pecka. Nach dessen Hinrichtung im Jahre 1621 wurde sein Besitz konfisziert und an Albrecht von Waldstein verkauft. Dieser schenkte die Herrschaft Pecka dem von ihm gestifteten Kartäuserkloster Karthaus. Um/vor 1844 besuchte Franz Alexander Heber die Burgruine, beschrieb und zeichnete sie.
In der Burg gibt es eine Dauerausstellung über das Leben des Christoph Harant Freiherr von Polschitz und Weseritz, der ein bedeutender Humanist, Reisender, Soldat und Politiker war.